# Palácio do Grão-Pará
O Palácio do Grão-Pará é um prédio em estilo neoclássico, construído entre 1859 e 1861, projetado pelo arquiteto da Casa Imperial Theodoro Marx, com a participação de Manuel de Araújo Porto Alegre. Fica situado na Rua Epitácio Pessoa, no centro da cidade de Petrópolis.

## História
Durante o período do Império era conhecido como “Quartel dos Srs. Semanários” e destinava-se ao alojamento dos camaristas, membros de famílias representativas, que se revezavam semanalmente a serviço do Imperador D. Pedro II e sua família.
Com a Proclamação da República e o exílio da Família Imperial, passou a Casa dos Semanários, nome pelo qual ficou a edificação conhecida, a servir para várias finalidades: abrigou o Tribunal de Justiça durante a República Velha, quando Petrópolis era capital do estado do Rio de Janeiro, foi alugado à Embaixada de Portugal, foi sede do Colégio Luso-brasileiro e moradia do ex-embaixador americano Edwin Morgan.
Com a revogação do banimento da Família Imperial em 1925, passou a ser moradia do Príncipe do Grão-Pará, D. Pedro de Alcântara, primogênito da Princesa Isabel, que ao retornar ao Brasil, ali fixou residência. Vem desse fato a sua atual denominação, de Palácio do Grão-Pará.
Atualmente continua como moradia de seus descendentes em linha direta. Foi tombado em 1959 pelo IPHAN.

### Estacionamento no quintal
Em outubro de 2016, os proprietários do imóvel arrendaram uma parte do quintal para uma empresa de estacionamento rotativo. Dois meses antes, começaram a circular no terreno caminhões com material de obra. O estacionamento foi criado nos fundos da casa, numa área junto à antiga cocheira, que foi isolada devido ao mau estado de conservação. Para abrir o empreendimento, com entrada por um portão lateral, foi necessário cortar algumas árvores e recobrir o terreno com pedra de brita. Uma cerca de metal foi instalada para limitar o acesso à propriedade, porém de dentro do estacionamento é possível ver o prédio, o resto do quintal e a piscina do palácio.
O proprietário do estacionamento, Leonardo Simas, disse ao Globo que a área arrendada não pertence à Família Imperial afirmando ser "uma área adjacente ao palácio, mas não faz parte do terreno do imóvel." Simas disse também que "o terreno que não é tombado. Mas, mesmo assim, o IPHAN (Instituto do Patrimônio Histórico Artístico e Nacional) exigiu a preservação de árvores, para não descaracterizar o entorno. Por isso, não foram feitas obras robustas." Entretanto, o IPHAN deu informação diferente: segundo o órgão, o terreno é, sim, tombado e pertence à Família Imperial. O instituto autorizou a implantação do estacionamento, porém com condições, como a preservação da vegetação, além da proibição de qualquer intervenção que comprometa o imóvel tombado.